# Knooppunt Klaverpolder
Het Knooppunt Klaverpolder is een Nederlands verkeersknooppunt voor de aansluiting van de autosnelwegen A16 en A17, bij Moerdijk. Tegelijkertijd loopt vanaf knooppunt Noordhoek, via knooppunt Klaverpolder naar knooppunt Zonzeel de A59 dubbel met de A17 op het eerste deel en met de A16 op het tweede deel.
Dit knooppunt is geopend in 1969 als onvolledig trompetknooppunt, een eenvoudige splitsing van de A16 en de A17 van/naar Rotterdam. Het verkeer op de relatie A16 Zuid ↔ A 17 West moest tot 2004 gebruikmaken van secundaire wegen.
Mede vanwege de aanleg van de HSL-Zuid en de verbreding van de A16 werd het knooppunt vanaf 2000 gereconstrueerd tot een volledig trompetknooppunt.
Een bijzonderheid aan dit knooppunt is dat de rijbanen in zuidwestelijke richting elkaar eerst kruisen en dan pas op elkaar aansluiten, normaal sluiten deze direct op elkaar aan. Een vergelijkbare situatie is te vinden bij knooppunt Maanderbroek.

## Richtingen knooppunt

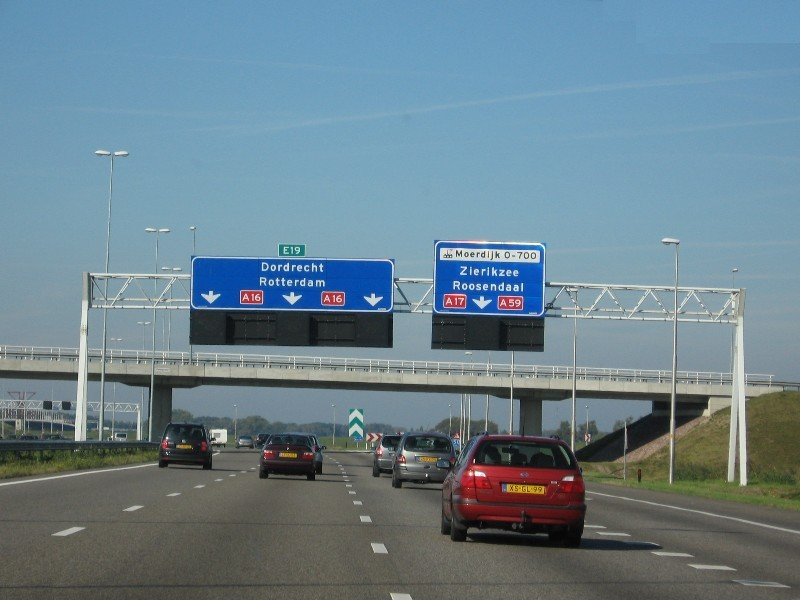
Knooppunt Klaverpolder vanaf de A16 richting Rotterdam.

| Aansluitende wegen                            | Aansluitende wegen | Aansluitende wegen | Aansluitende wegen | Aansluitende wegen                                                 |
| --------------------------------------------- | ------------------ | ------------------ | ------------------ | ------------------------------------------------------------------ |
| richting Zwijndrecht / Rotterdam              |                    |                    |                    |                                                                    |
|                                               |                    |                    |                    |                                                                    |
|                                               |                    |                    |                    |                                                                    |
|                                               |                    |                    |                    |                                                                    |
| richting Roosendaal / Zevenbergen / Zierikzee |                    |                    |                    | richting Breda / Antwerpen (B) / Waalwijk / 's-Hertogenbosch / Oss |

Almere · Amstel · Arnestein · Assen · Azelo · Badhoevedorp · Bankhoef · Batadorp · Beekbergen · Benelux · Beverwijk · Bodegraven ·  Boterdiep ·  Buren · Burgerveen · Coenplein · De Baars · De Hoek · De Hogt · De Nieuwe Meer · De Poel · De Punt · De Stok · Deil · Diemen · Drachten · Drie Klauwen · Eemnes · Ekkersweijer · Emmeloord · Empel · Euvelgunne · Everdingen · Ewijk · Galder · Gooimeer · Gorinchem · Gouwe · Grijsoord · Hattemerbroek · Heerenveen · Hellegatsplein · Het Vonderen · Hintham · Hoevelaken · Hofvliet · Holendrecht · Holsloot · Hoogeveen · Hooipolder · IJmuiden (niet officieel) · Joure · Julianaplein · Kerensheide · Kethelplein · Klaverpolder · Kleinpolderplein · Kooimeer · Kruisdonk · Kunderberg · Lankhorst · Leenderheide · Lunetten · Maanderbroek · Markiezaat · Muiderberg · Neerbosch · Noordhoek · Ommedijk · Oud-Dijk · Oudenrijn · Paalgraven · Princeville · Prins Clausplein · Raasdorp ·  Reitdiep ·  Ressen · Ridderkerk · Rijkevoort · Rijnsweerd · Rottepolderplein · Rozenburg · Sabina · Sint-Annabosch · Stelleplas · Slufter · Ten Esschen · Terbregseplein · Tiglia · Vaanplein · Valburg · Velperbroek · Velsen · Vlaardingen · Vrijheidsplein · Vught · Waterberg · Watergraafsmeer · Werpsterhoek · Westerlee · Ypenburg · Zaandam · Zaarderheiken · Zonzeel · Zoomland · Zuidbroek · Zurich

Geplande knooppunten:
De Liemers · Harnasch · Zestienhoven

Voormalige knooppunten:
Bocholtz · Ekkersrijt · Europaplein (Groningen) · Europaplein (Maastricht) · Lindenholt